# Aleksandr Marszał
Aleksandr Marszał, właśc. Aleksandr Witaljewicz Mińkow (ur. 7 czerwca 1957 w Korienowsku) – rosyjski muzyk rockowy, wokalista, basista, autor tekstów.
Syn Witalija Mińkowa, pilota wojskowego i instruktora, oraz Ludmiły Mińkowej, dentystki. Uczęszczał do szkoły muzycznej ucząc się gry na fortepianie. W 1974 roku rozpoczął studia w Wyższej Szkole Lotnictwa w Stawropolu, gdzie założył grupę muzyczną. Po dwóch latach studiów zrezygnował z nauki. Następnie służył w wojsku. Początki kariery przypadają na rok 1980, kiedy wyjechał do Moskwy. Został zauważony przez Stasa Namina, który zaproponował mu grę na basie w zespole Park Gor´kogo. Grał w grupach muzycznych Araks, Cwiety, Zdrastwuj Piesnia!. Karierę solową rozpoczął w grudniu 1998 roku.

## Dyskografia
- 1998 – Możet byt´…
- 2000 – Tam, gdie ja nie był
- 2000 – Goriec
- 2001 – Osobyj
- 2001 – Biełyj piepieł
- 2002 – Łuczszyje piesni
- 2002 – Batia
- 2003 – Okiean Lubwi
- 2003 – Otiec Arsienij
- 2005 – Letiat żurawli…
- 2006 – Ili tak
- 2006 – Żywoj albom „Żyzń wzajmy”, zapisannyj na koncertie 25 maja 2006 goda w MChAT imieni Gor´kogo
- 2007 – Parusnik
- 2008 – Gdie noczujet sołnce, z Wiaczesławem Bykowem
- 2009 – Do swidanija, połk
- 2012 – Do woschoda nocznoj zwiezdy, z Wiaczesławem Bykowem
- 2012 – Obierniś

## Życie prywatne
Aleksandr Marszał żonaty z Natalją, ma syna Artioma.